# Östansjö, Örnsköldsviks kommun

Östansjö är en by några mil väster om Örnsköldsvik i det som brukar kallas Gottne-bygden. Byn har cirka 70 invånare och ligger i naturskönt landskap.
Östansjösjön som finns nedanför byn har sänkts under två tillfällen, 1920 och 1940, för att tillskapa mer åkermark. Efter utdikningen blev sjön en populär fågelsjö, där både fåglar och ornitologer samlas. Intressant om fäbodarna är att den stig som leder fram till byn går rakt över en sjö. Det har åstadkommits genom att en spång har lagts på flytande mossa som förankrats så att det bildar en stig över sjön.
Möjligen ägde det första baptistiska dopet i Sverige rum i Östansjö 23 juni 1847. Bonden Erik Mårtensson förrättade här ett baptistiskt dop. Skälet till att den dopförrättningen inte är lika välkänd, som den som ägde rum 21 september 1848 i Vallersvik i norra Halland, är att Östansjödopet ägde rum utan inflytande från den internationella baptismen. 